# Новотроїцьке (Покровська міська громада)
Новотро́їцьке — село Покровської міської громади Покровського району Донецької області, в Україні. У селі мешкає 614 людей.

## Загальні відомості
Відстань до райцентру становить близько 15 км і проходить автошляхом Т 0515. Новотроїцьке розташоване на лівому березі Солоної.

## Населення
За даними перепису 2001 року населення села становило 614 осіб, з них 81,43 % зазначили рідною мову українську, 18,4 % — російську та 0,16 % — білоруську мову.